# Venerque
Venerque är en kommun i departementet Haute-Garonne i regionen Occitanien i södra Frankrike. Kommunen ligger i kantonen Auterive som tillhör arrondissementet Muret. År 2022 hade Venerque 2 898 invånare.

## Befolkningsutveckling
Antalet invånare i kommunen Venerque
Referens:INSEE

## Minnesmärke

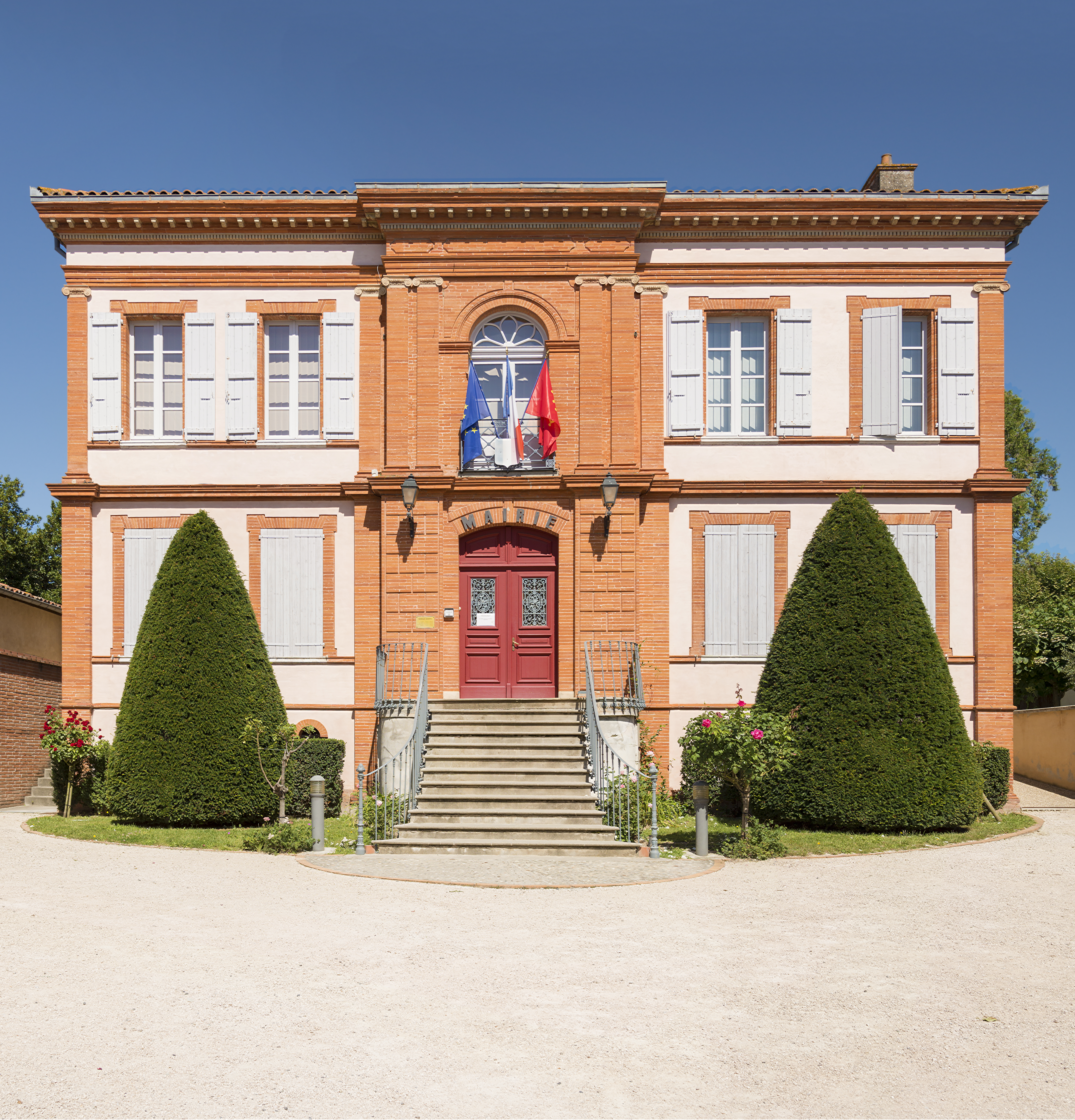
Stadshuset.
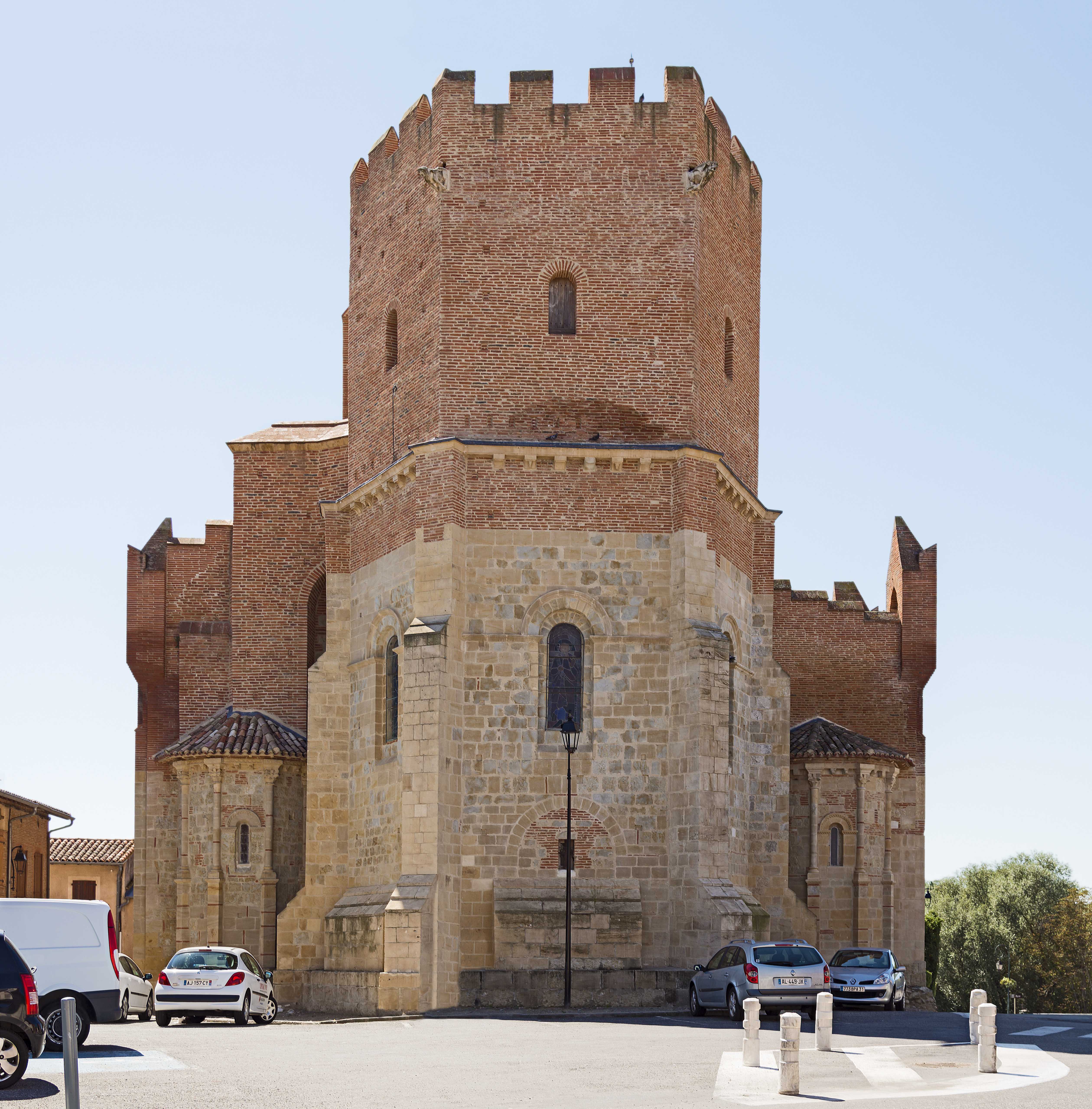
Kyrkan.
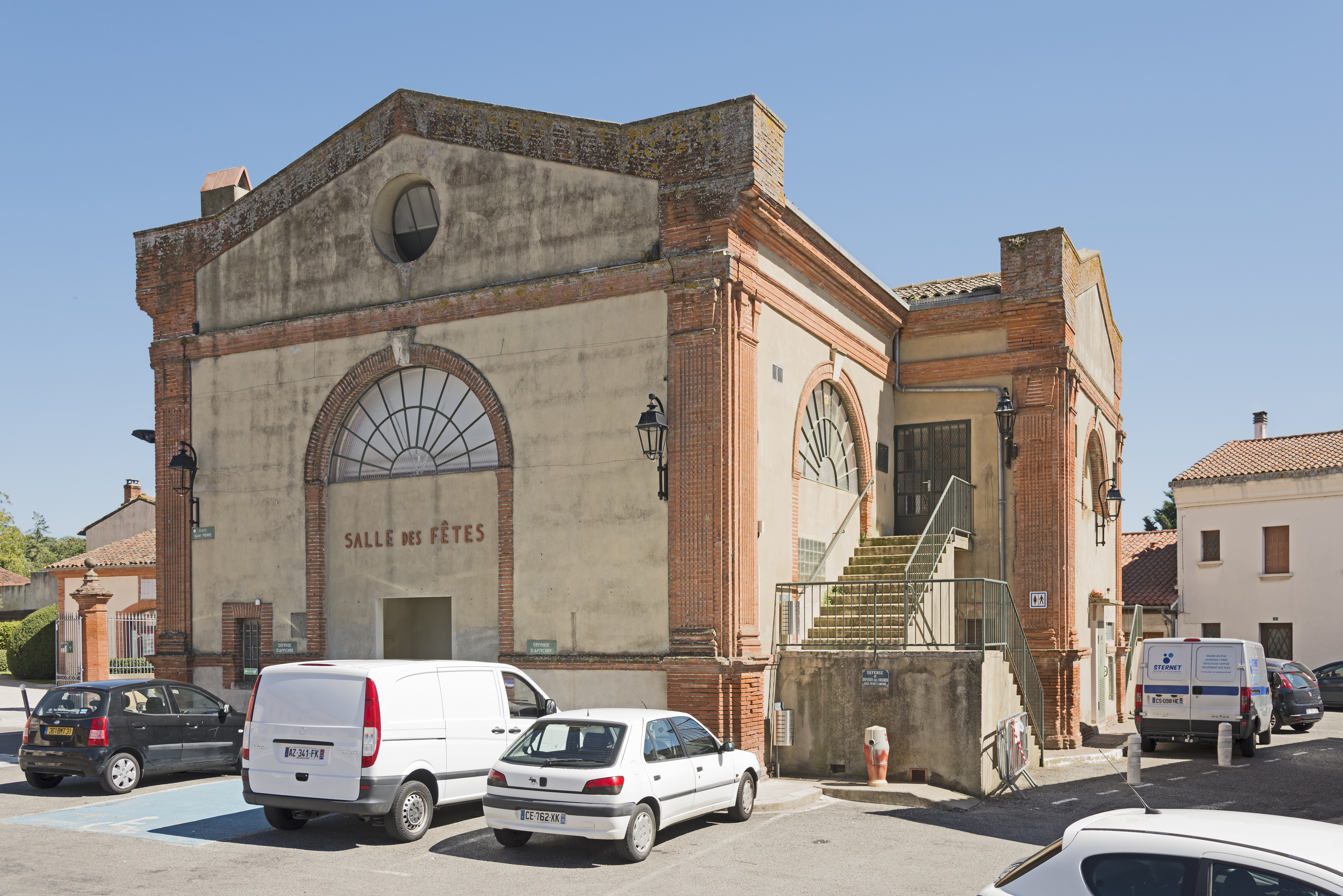
Byn hallen.